# Josephine Skriver
Josephine Skriver Karlsen (født 14. april 1993) er en dansk model. Skriver er desuden kendt for sit oplysningsarbejde om regnbuefamilier efter selv at være opvokset med to mødre.

## Opvækst
Josephine Skriver er født og opvokset i København. Hendes mor er IT-analytiker, og hendes far er marinbiolog. Begge hendes forældre er homoseksuelle, så Skriver blev undfanget gennem kunstig befrugtning. Hun har en yngre bror, Oliver, som hun deler de samme biologiske forældre med, og som blev undfanget ved samme metode.
I en alder af 15 år blev Skriver opdaget og kontaktet omkring hendes modelpotentiale på en tur til New York med sit fodboldhold. Kort tid efter skrev hun kontrakt med Unique Models, et internationalt modelbureau med base i København. Hun blev derigennem kontaktet af andre agenturer uden for Danmark, men besluttede at vente til hun var færdig med sin skolegang. I 2011 efter endt skolegang begyndte hun at forfølge sin modelkarriere.

## Karriere

### Model
Skriver debuterede i sæsonen efterår/vinter 2011, hvor hun åbnede for Alberta Ferretti og lukkede for Prada. Denne sæson gik hun også for mange andre prominente designere, herunder Calvin Klein, Gucci, Dolce & Gabbana, Givenchy, Yves Saint Laurent, Alexander McQueen, DKNY og Christian Dior. Siden har hun gået i over 300 modeshows, blandt andet for Chanel, Oscar de la Renta, Dolce & Gabbana, Victoria's Secret og Victoria Beckham.
Skriver har gennem sin karriere medvirket i annoncekampagner for mærker som H & M, Dior, Gucci, DKNY, Tommy Hilfiger, Yves Saint Laurent Beauty og Victoria's Secret.
Skriver har været på forsiden af og omtalt i en lang række modemagasiner, herunder Vanity Fair, Vogue, Elle og Harper's Bazaar.
Skriver har arbejdet med Steven Meisel for Vogue Italia, Tim Walker for American Vogue, Greg Kadel for Vogue Deutschland, Terry Richardson for H & M og Patrick Demarchelier for Dior.
Skriver har gået for Victoria's Secret siden 2013. I februar 2016 blev det annonceret, at Skriver havde skrevet kontrakt med Victoria's Secret som angel.
Under VSFS 2016 (Victoria's Secret Fashion Show, red.), der fandt sted i Paris, bar hun det såkaldte Swarowski-outfit, der bestod af 450.000 Swarowski-krystaller og 3000 Swarowski-frynser.

### Velgørende arbejde og aktivisme
Skriver voksede op som regnbuebarn i en familie med to homoseksuelle forældre. Dermed udgjorde hun en del af en minoritetsgruppe. Sideløbende med karrieren som model har hun qua egen opvækst altid været optaget af ligestilling og minoriteters rettigheder.
Skriver er ambassadør for PlanBørnefonden, hvor hun blandt andet arbejder på at forbedre vilkårene for kvinder i Uganda.

## Personlige liv
Skriver har været i et forhold med den amerikanske musiker Alexander DeLeon siden 2013; i november 2018 annoncerede parret deres forlovelse. De giftede sig i april 2022 i Cabo San Lucas. Fra 2022 bor de sammen i Los Angeles.
Hun er en ivrig fan af NHLs Nashville Predators og NFLs Las Vegas Raiders og kan ofte ses ved deres kampe.